# Comté de Washington (Alabama)
Pour les articles homonymes, voir Comté de Washington.
Le comté de Washington est un comté des États-Unis, situé dans l'État de l'Alabama. C'est le plus vieux comté de cet État.

## Géographie

### Comtés limitrophes
| Comté de Wayne (Mississippi)               | Comté de Choctaw    | Comté de Clarke  |
| Comtés de Wayne et de Greene (Mississippi) | Comté de Washington | Comté de Clarke  |
| Comté de Greene (Mississippi)              | Comté de Mobile     | Comté de Baldwin |

## Démographie
| 1800  | 1810  | 1820  | 1830  | 1840  | 1850  | 1860  | 1870  |
| ----- | ----- | ----- | ----- | ----- | ----- | ----- | ----- |
| 1 250 | 2 920 | 4 118 | 3 474 | 5 300 | 2 713 | 4 669 | 3 912 |

| 1880  | 1890  | 1900   | 1910   | 1920   | 1930   | 1940   | 1950   |
| ----- | ----- | ------ | ------ | ------ | ------ | ------ | ------ |
| 4 538 | 7 935 | 11 134 | 14 454 | 14 279 | 16 365 | 16 188 | 15 612 |

| 1960   | 1970   | 1980   | 1990   | 2000   | 2010   | - | - |
| ------ | ------ | ------ | ------ | ------ | ------ | - | - |
| 15 372 | 16 241 | 16 821 | 16 694 | 18 097 | 17 581 | - | - |